# Andalusia (Alabama)
Andalusia is een plaats (city) in de Amerikaanse staat Alabama, en valt bestuurlijk gezien onder Covington County.

## Demografie
Bij de volkstelling in 2000 werd het aantal inwoners vastgesteld op 8794.
In 2006 is het aantal inwoners door het United States Census Bureau geschat op 8740, een daling van 54 (-0,6%).

## Geografie
Volgens het United States Census Bureau beslaat de plaats een oppervlakte van
49,1 km², waarvan 48,9 km² land en 0,2 km² water. Andalusia ligt op ongeveer 106 m boven zeeniveau.

## Plaatsen in de nabije omgeving
De onderstaande figuur toont de plaatsen in een straal van 16 km rond Andalusia.

## Geboren
- Frank J. Tipler (1947), wiskundig natuurkundige en kosmoloog (of pseudowetenschapper)
- Robert Horry (1970), basketbalspeler